# Claude Gauthier (Eishockeyspieler)
Claude Gauthier (* 12. September 1947 in Montreal, Québec) ist ein ehemaliger kanadischer Eishockeyspieler. 
Gauthier spielte auf der Position des Centers und wurde im Rahmen des NHL Amateur Draft 1964 in der ersten Runde an erster Position von den Detroit Red Wings ausgewählt. Zuvor hatte er für ein Juniorenteam im kanadischen Rosement in der Provinz Québec gespielt. Der Kanadier bestritt jedoch niemals ein Spiel in der National Hockey League. In der Saison 1964/65 stand er bei den Saint-Jérôme Alouettes in der Quebec Junior A Hockey League im Einsatz. Danach war er außerdem für Sorel in der QJHL aktiv.